# Norihiro Kawakami
Norihiro Kawakami (japanisch 川上 典洋 Kawakami Norihiro; * 4. April 1987 in der Präfektur Shimane) ist ein japanischer Fußballspieler.

## Karriere
Kawakami erlernte das Fußballspielen in der Schulmannschaft der Taisha High School. Seinen ersten Vertrag unterschrieb er 2006 bei JEF United Chiba. Der Verein spielte in der höchsten Liga des Landes, der J1 League. 2009 wechselte er zum Zweitligisten Tochigi SC. 2010 wechselte er zum Drittligisten Zweigen Kanazawa. Danach spielte er bei Albirex Niigata (Singapur), Geylang International und Tampines Rovers. 2016 wechselte er zum Drittligisten SC Sagamihara.
Seit dem 1. Januar 2022 ist Kawakami vertrags- und vereinslos.

## Erfolge
JEF United Chiba
- J.League Cup: 2006

Albirex Niigata (Singapur)
- Singapore FA Cup: 2011